# Обикновена торбеста жаба
Обикновените торбести жаби (Gastrotheca marsupiata) са вид земноводни от семейство Hemiphractidae.
Срещат се в средните части на Андите в Южна Америка.
Таксонът е описан за пръв път от френския зоолог Андре Мари Констан Дюмерил през 1841 година.